# 浯屿岛
浯屿岛，古称浯屿，是位於九龙江入海口的一座海島，面積0.96平方公里，距離廈門6海里。
明朝時，爲加強海防，於浯屿、烽火门和南日山設立首批三大水寨，其中浯屿負責防衛漳州、泉州兩府，又統轄永宁、镇海兩處衛所，隸屬泉州府，後又改屬廈門中左所，又遷至晉江石湖。月港研究院院长江智猛認爲此處水寨是九龙江入海口以及漳州、泉州兩郡的重要要塞，有效阻擋倭寇的入侵。
1943年—1945年，汪精卫政权的厦门特别市政府曾在浯屿設立行政公署。目前，浯屿岛隶属福建省漳州市龙海区港尾镇，设浯屿村。